# Bernd Schlötterer
Bernd Schlötterer (* 14. Februar 1971 in Oberstdorf) ist ein deutscher Medienunternehmer und Filmproduzent.

## Werdegang
Nach dem Studium der Betriebswirtschaftslehre an der WHU Koblenz, der Georgetown University in Washington, der Texas A&M University, sowie l’Ecole Superieure de Commerce de Lyon schloss er 1993 mit dem Doppeldiplom aus Diplom-Kaufmann und Diplômé de l’ESC Lyon ab.
1994 trat er als Assistent der Geschäftsleitung in die Tele München Gruppe ein, die damals zu gleichen Teilen Herbert Kloiber und ABC Capital Cities (heute Disney) gehörte. 1997 wurde er zum Geschäftsführer der Gruppe berufen, der er bis zum Ausscheiden Ende 2010 blieb. Seit 2005 war er Mitgesellschafter der Tele München Gruppe, dessen Umsatz er während seiner Tätigkeit als Geschäftsführer um ein Vielfaches ausbaute. Bis zum vollständigen Verkauf der Tele München Gruppe an KKR im Jahr 2019 blieb Schlötterer (gemeinsam mit Herbert Kloiber) Gesellschafter.
Anfang 2011 gründete er das Lizenzhandels- und Produktionshaus Palatin Media, deren alleiniger Inhaber er bis dato ist.

## Erfolge
Im Jahr 2011 wurde  Schlötterer zum Mitglied der International Academy of Television berufen.
Zu seinen erfolgreichsten Produktionen gehören unter anderem die Serie Spides für die International Universal Channels, Am Abend aller Tage (nominiert für den Grimme-Preis), Date my Dad, Street Run, Evolution of Driving oder Greatest Prison Escapes.
Neben seinen Tätigkeiten bei der Tele München Gruppe sowie bei Palatin Media gehören Aufsichtsrat- und Managementfunktionen z. B. als Verwaltungsrat bei der Entertainment AG, als Aufsichtsrat der Polytrax AG, die Geschäftsführung von Kinostar, Beiratsmitglied von Rocket Rights und Rights Booster etc.